# Konrad Srzednicki

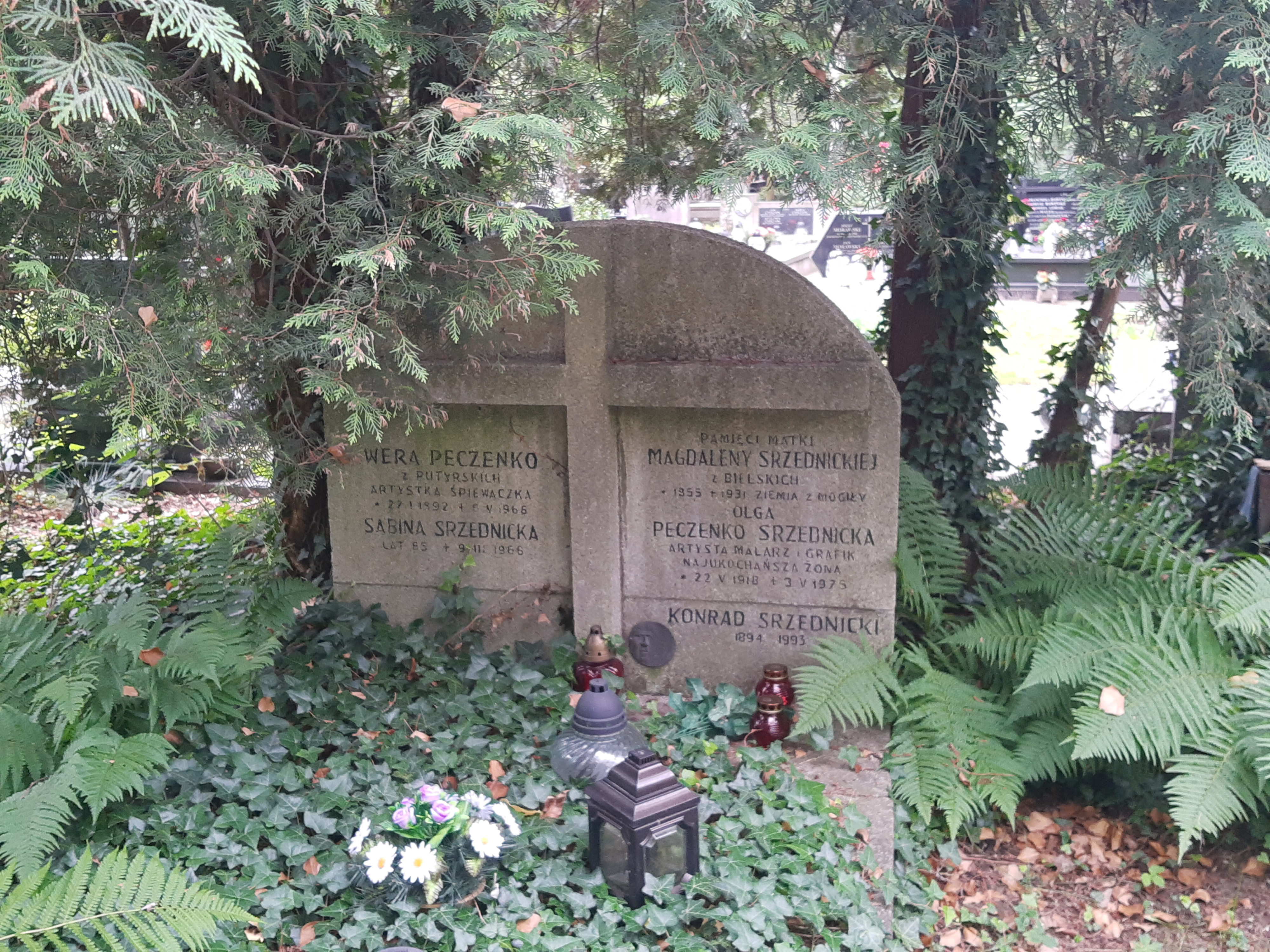
Grób Konrada Srzednickiego na Prądniku Czerwonym

Konrad Srzednicki (ur. 1 listopada 1894 w Wysokiem Mazowieckiem, zm. 8 kwietnia 1993 w Krakowie) – polski malarz i grafik.

## Życiorys
Urodził się 1 listopada 1894 w Wysokiem Mazowieckiem, w rodzinie Franciszka i Magdaleny z Bielskich. Ukończył szkołę średnią. W latach 1918–1920 ochotniczo służył w Wojsku Polskim. Studiował w prywatnej Szkole Malarstwa i Rysunku Krzyżanowskiego w Warszawie (1921–1924), w Szkole Sztuk Pięknych w Warszawie (1924–1930), dyplom uczelni 1936. Malarstwo u Tadeusza Pruszkowskiego, Mieczysława Kotarbińskiego i grafikę u Władysław Skoczylasa.
W Akademii Sztuk Pięknych w Warszawie w latach (1929–1939) asystent w Katedrze Grafiki Artystycznej, od 16 stycznia 1939 był profesorem nadzwyczajnym grafiki w Akademii Sztuk Pięknych w Krakowie (rektor 1951–1952).
Był członkiem „Rytu” (od 1931) i Grupy 9 Grafików (1952–1960), członkiem honorowym Akademii Sztuk Pięknych we Florencji (od 1965).
Jego żoną była graficzka Olga Peczenko-Srzednicka.
Pochowany na cmentarzu Prądnik Czerwony w Krakowie (kwatera PAS A8-III-6).

## Odznaczenia i nagrody

### Odznaczenia
(wg źródła)
- Order Sztandaru Pracy I klasy
- Order Sztandaru Pracy II klasy
- Krzyż Oficerski Orderu Odrodzenia Polski
- Złoty Krzyż Zasługi (19 lipca 1955)[6]
- Medal Komisji Edukacji Narodowej
- Odznaka „Zasłużony Działacz Kultury”
- Złota Odznaka ZPAP

### Nagrody
(wg źródła)
- nagroda na Międzynarodowej Wystawie „Sztuka i Technika” w Paryżu (1937)
- nagroda na Światowej Wystawie Grafiki w Londynie (1962)
- nagroda Prezydenta miasta Krakowa
- nagroda na I Międzynarodowym Biennale Grafiki, w Krakowie (1966)
- Złoty medal na III Międzynarodowym Salonie Sztuk Plastycznych, Victoria, Brazylia (1968)
- I nagroda na Międzynarodowym Biennale Grafiki we Florencji (1969)
- nagrody Ministerstwa Kultury i Sztuki (1939, 1967)

## Twórczość
Uprawiał malarstwo i grafikę warsztatową (litografia – widoki Krakowa, techniki metalowe, rzadziej drzeworyt). Tworzył olejne kompozycje figuralne, pejzaże i martwe natury. Jego obrazy odznaczają się poetycką interpretacją natury.